# Hrabstwo Montgomery (Teksas)

Piramida wieku hrabstwa

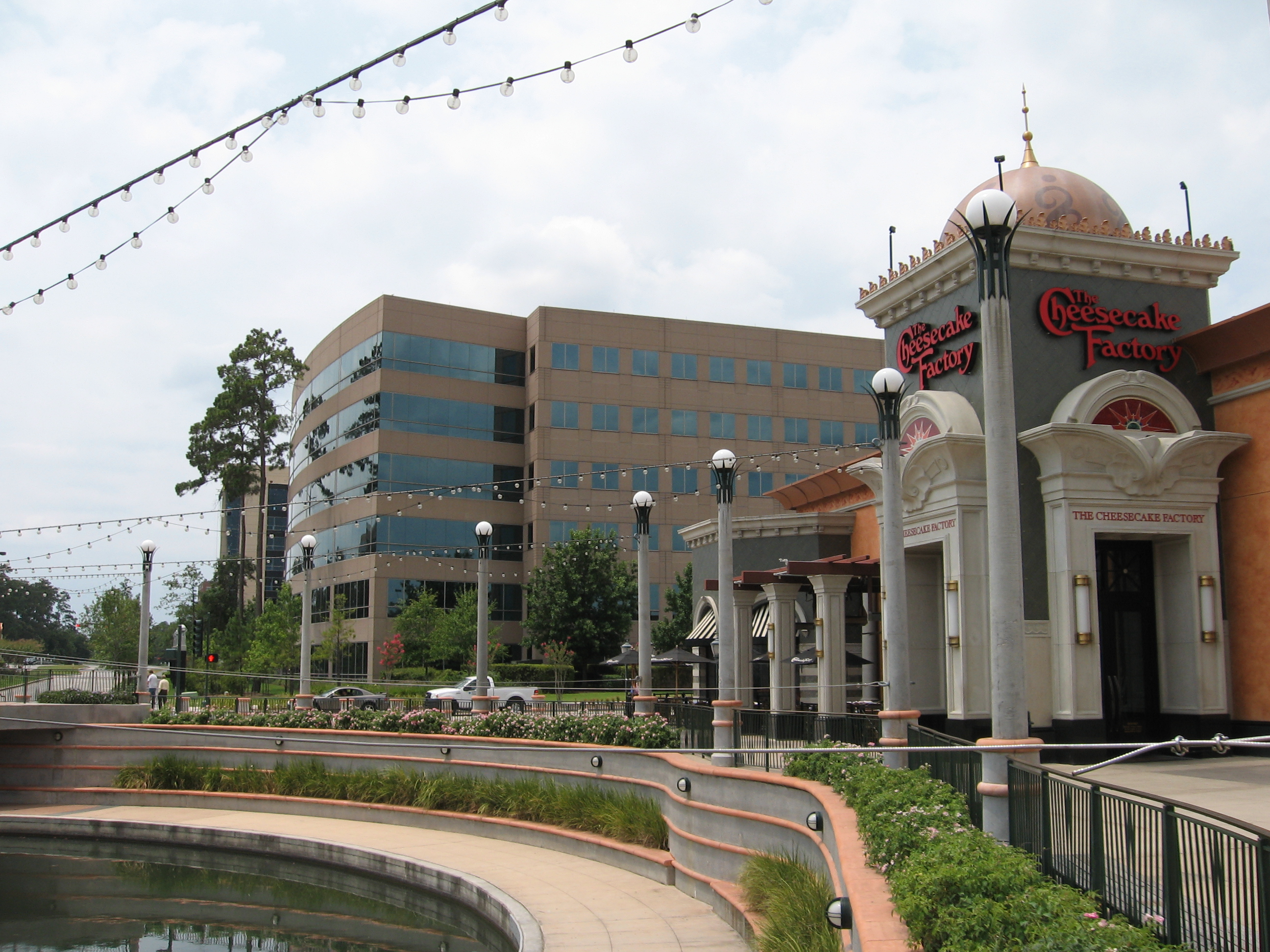
Centrum Woodlands, 2009

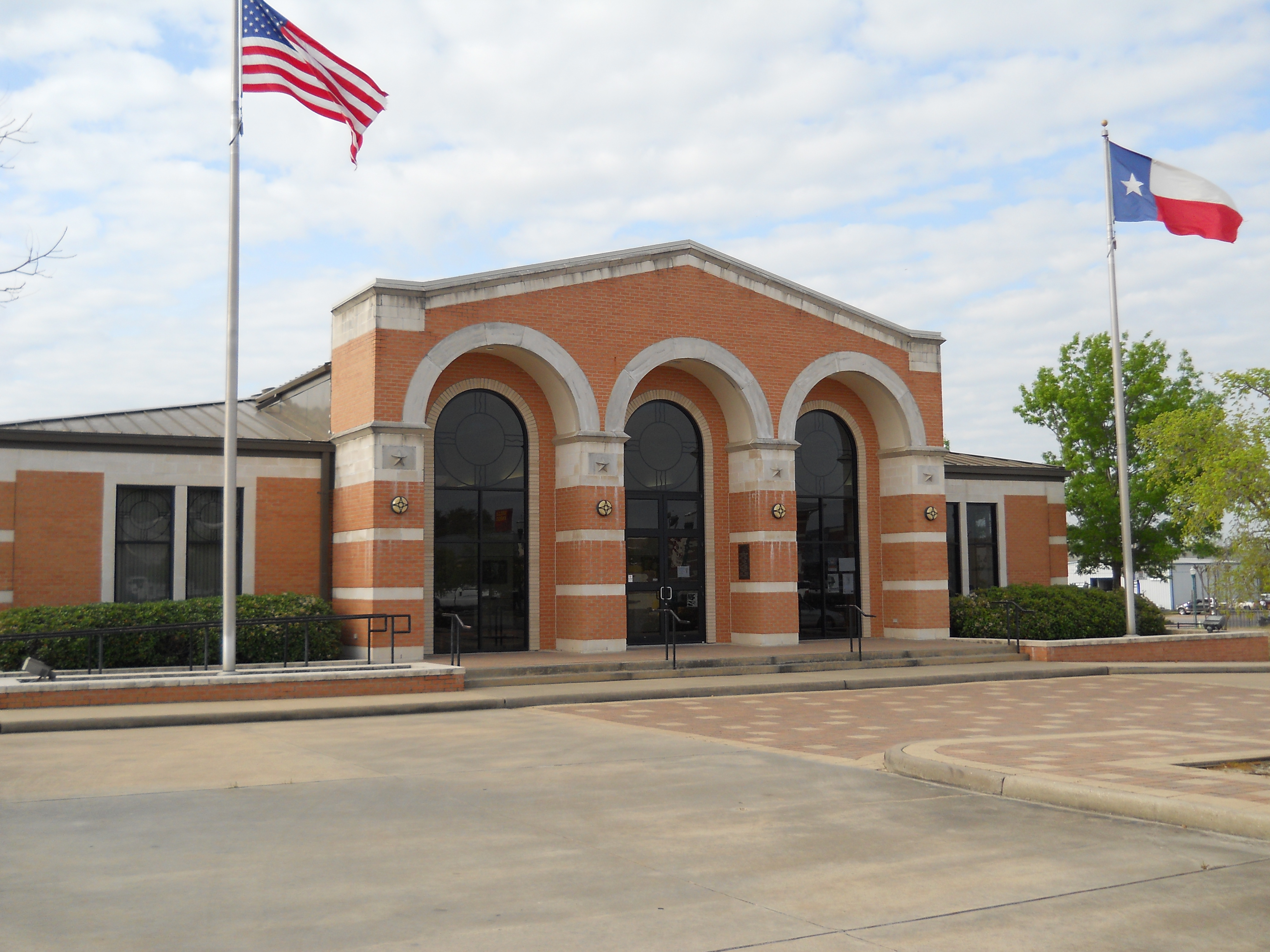
Izba Handlowa i centrum informacji turystycznej miasta Conroe

Hrabstwo Montgomery – hrabstwo położone w USA, w stanie Teksas. Utworzone w 1837 r. Siedzibą hrabstwa jest Conroe, a jego największą miejscowością The Woodlands. Należy do obszaru metropolitalnego Houstonu. W latach 2000–2020 populacja wzrosła o 111%. W 2023 roku z populacją 711,4 tys. mieszkańców jest to 11. pod względem zaludnienia hrabstwo Teksasu. 
Hrabstwo Montgomery obejmuje prawie 30% powierzchni (47,6 tys. akrów) narodowego lasu Sama Houstona. Na północy hrabstwa znajduje się Jezioro Conroe (85 km²).

## Sąsiednie hrabstwa
- Hrabstwo Walker (północ)
- Hrabstwo San Jacinto (północny wschód)
- Hrabstwo Liberty (wschód)
- Hrabstwo Harris (południe)
- Hrabstwo Waller (zachód)
- Hrabstwo Grimes (północny zachód)

## Gospodarka
Średni dochód gospodarstwa domowego (dane z 2023) w hrabstwie wynosi 97 266 dolarów, zaś dochód na mieszkańca 48 550 dolarów. 10,1% mieszkańców żyje poniżej relatywnej granicy ubóstwa.
Najpopularniejszymi sektorami zatrudnienia mieszkańców hrabstwa Montgomery, są (dane z 2022): handel detaliczny (33,9 tys. osób), usługi edukacyjne (29,6 tys. osób)
opieka zdrowotna i pomoc społeczna (28,6 tys. osób), budownictwo (28,2 tys. osób), produkcja (26,4 tys. osób), oraz usługi profesjonalne, naukowe i techniczne (24,6 tys.).
Hrabstwo zajmuje 15. miejsce w stanie i 67. w kraju pod względem hodowli koni. Ponadto posiada duże hodowle zwierząt egzotycznych (w tym The Learning Zoo), drobiu, trzody chlewnej, kóz i owiec. Uprawy zdominowane przez szkółkarstwo, jagody, warzywa, borówki, soję i produkcję siana. W hrabstwie popularne, są: produkcja drzewek świątecznych (26. miejsce w stanie), akwakultura i przemysł mleczny. 
W hrabstwie wydobywa się ropę naftową i gaz ziemny. 

## Miasta
- Conroe
- Cut and Shoot
- Magnolia
- Montgomery
- Oak Ridge North
- Panorama Village
- Patton Village
- Roman Forest
- Shenandoah
- Splendora
- Stagecoach
- Willis
- Woodbranch
- Woodloch

## Demografia
Według danych pięcioletnich z 2023 roku, skład rasowy hrabstwa wyglądał następująco: 60,3% stanowili biali niebędący Latynosami, 27,1% stanowili Latynosi, 14,4% było rasy mieszanej, 6% to czarni lub Afroamerykanie, 3,3% Azjaci, 0,45% rdzenna ludność Ameryki i 0,07% pochodziło z wysp Pacyfiku.
Do największych grup należały osoby pochodzenia: meksykańskiego (19,3%), niemieckiego (12,4%), angielskiego (11,9%), irlandzkiego (8,5%), „amerykańskiego” (5,4%), afroamerykańskiego (5,2%), francuskiego (3,8%), włoskiego (3,4%) i szkockiego lub szkocko–irlandzkiego (3,2%).

## Religia
Według danych spisowych z 2020 roku, największe grupy w hrabstwie Montgomery stanowią protestanci i katolicy, przy czym członkostwo w Kościele katolickim deklarowało 93,5 tys. osób (15,1% populacji). Największe (powyżej 30 tys.) grupy protestanckie pod względem członkostwa, to: Południowa Konwencja Baptystów (83,7 tys.), Zjednoczony Kościół Metodystyczny (33,3 tys.) i bezdenominacyjne zbory ewangelikalne (32,2 tys.). Do innych religii należeli:
- mormoni – 2,2% (13,9 tys.)
- hinduiści – 1,5% (9,3 tys.)
- muzułmanie – 1,2% (7,5 tys.)
- świadkowie Jehowy – 0,9% (5,7 tys.)
- i wiele mniejszych grup.

## Polityka
Hrabstwo jest silnie republikańskie, gdzie w wyborach prezydenckich 2024, Donald Trump otrzymał 72,2% głosów, w porównaniu z 26,8% oddanych na Kamalę Harris.